# Estación Cucha Cucha
Cucha Cucha es una estación ferroviaria ubicada en la localidad del mismo nombre, partido de Partido de Chacabuco, Provincia de Buenos Aires, Argentina. La misma actualmente se encuentra operativa desde el 1 de septiembre de 2023 solamente para el servicio Retiro - Junín.

## Servicios
Presta servicios de pasajeros siendo parada intermedia entre Retiro y Junín. Por sus vías corren trenes de pasajeros de la estatal Trenes Argentinos Operaciones y carga de la empresa estatal Trenes Argentinos Cargas.

## Historia
En el año 1885 fue inaugurada la Estación, por parte del Ferrocarril Buenos Aires al Pacífico, en el ramal Retiro-Junín.